# Paul Kocher
Paul Carl Kocher (né le 11 juin 1973) est un cryptographe américain et consultant en cryptographie.

## Biographie
Paul Kocher grandit dans l'Oregon et obtient en 1991 une maîtrise en biologie à l'université Stanford (Californie). C'est d'ailleurs là qu'il rencontre et travaille avec Martin Hellman.
En 1997, Paul Kocher, qui vient de fonder Cryptography Research Inc. (CRI), invente les attaques chronométrées qui visent surtout des algorithmes tels que RSA et DSA. Cette méthode utilise  la connaissance du matériel de la personne déchiffrant, permettant ainsi de connaître le temps de déchiffrement, et ainsi de déduire rapidement la clef privée.
Paul Kocher participera aussi à la construction de Deep Crack, un système permettant de déchiffrer par force brute. C'est l'un des créateurs de Secure Sockets Layer (SSL) 3.0, un protocole de communications utilisé dans les échanges internet dits sécurisés.
Au début des années 2000, Kocher a vendu CRI à Rambus Inc. pour 342,5 millions US$.